# いい人でいられない
『いい人でいられない』（-ひと-）はMASARINAのデビュー・シングル。1991年10月23日にポニーキャニオンよりリリース。チェッカーズの鶴久政治と高橋リナによるデュオ。

## 収録曲
1. いい人でいられない
（作詞：秋元康　作曲・編曲：後藤次利）
TBS「鎌倉恋愛委員会」エンディングテーマ
2. いい人でいられない（オリジナル・カラオケ）
3. いい人でいられない（Lady's カラオケ）
4. いい人でいられない（Men's カラオケ）